# Luca Spagnoletti
Luca Spagnoletti (Milano, 1954) è un musicista e compositore italiano.

## Biografia
Luca Spagnoletti, figlio di Giacinto, è diplomato al Conservatorio L. Refice di Frosinone, ha studiato flauto traverso con Eckstain e Casularo, composizione con Domenico Guaccero, composizione e musica elettronica con Giorgio Nottoli.
Compositore di lunga esperienza, mediata da numerosissime collaborazioni anche nel campo delle arti visive (Fabrizio Plessi, Studio Azzurro, Fabio Barisani ecc.), ha attraversato diversi generi musicali: dal jazz al rock, dall'etnomusica all'elettronica di estrazione colta. Sin dalla metà degli anni '70 la sua ricerca è rivolta all'analisi e alla manipolazione del suono e ciò lo ha portato a svolgere, parallelamente a quella compositiva, un'attività specialistica di sound designer, collaborando con diversi compositori italiani e stranieri.
Insegna musica elettronica e composizione al St. Louis Music College e al Master in SONIC ARTS dell'Università di Roma Tor Vergata, dove è anche cultore della materia Musica elettronica per l'indirizzo DAMS.
Sia come compositore che ideatore di arte elettronica, ha partecipato a numerosi festival italiani e internazionali, tra questi: Ars Elettronica di Linz, Arte elettronica Camerino, Villa Medici Roma, Rumori Mediterranei, Musica Verticale, Roma Europa Festival, Dissonaze, Cutoff, Rumors ecc.
Svolge attività concertistica in Italia e all'estero proponendo performance di live electronics

## Opere
Composizioni per la danza, teatro, cinema e pubblicazioni discografiche
- Multietnica         (1983)
- Frilli Troupe" (1986) con Luigi Ceccarelli
- Maschere bianche pelle nera (1986)
- Lo spazio nel cuore (1987)
- Sciame (1988)
- On y tombe... on n'y tombe" (1988) con Luigi Ceccarelli
- Pratiche del tempo (1988)
- Cassandra (1987)
- Tre donne (1988)
- Tecnicamente dolce (1989)
- Tracce di peso nell'anima (1990)
- Colori (1991)
- Majidas (1991)
- Attrito e memoria (1992)
- Palermo in tempo di peste (1992)
- Attrito e moto (1993)
- Oltre Oltre (1993) con Nicola Sani e Maria Monti
- Seminario sulla gioventù (1994)
- Miraggi (1995)
- Lo specchio delle meraviglie (1995)
- Sul mare nel mare (1995)
- Care ombre (1995)
- Temps multiples (1996)
- Mobile immobile (1996)
- La Rosa Incarnata (1996)
- Notturno etrusco (1997)
- Il rosario di umili meraviglie (1997)
- I tristi e cari moti del cor… (1998)
- Itinerari silenziosi (1998)
- Dans ma chambre (1998)
- Delirio antico (1999)
- Incanto della cattura (2000)
- Fuochi (2000)
- Vent (2000)
- Falling backwards moving onwards (2000)
- Il minotauro (2002)
- La danza della tigre (2003)
- Il sogno di Orfeo (2003)
- Lui? Ragazzaccio! (2004)
- Quiet Fire (2005) con Andrea Polinelli
- Bagnaia frammento di un'utopia (2005) con Eugenio Colombo
- Savitri (2006)
- Cercando Kaidara (2007) con Eugenio Colombo
- Genius Loci (2009) con Antonio Caggiano
- Birdwatching (2010) con Gregorio De Luca Comandini
- Alice si meraviglia (2011)

Musiche per pubblicità
- Agip Petroli
- Enel
- Bulgari

Progetti di musica elettronica
- Method (2006) Con Maurizio Martinucci aka TeZ
- Re_edit (2006/2009) Con Luigi Carnovale
- AV/Flying (2008/2011) Con Fabio Barisani (Visuals)
- Pixfoil (2011/attuale) con Fabio Barisani (Visuals)